# Hindrik Warner Folckers
Hindrik Warner Folckers (1699-1730) was landmeter. Hij werd in 1699 geboren in Coevorden en liet zich in 1721 inschrijven aan de universiteit van Franeker. Hij volgde daar colleges landmeetkunde en militaire architectuur en behaald er zijn ingenieurstitel.
Zowel de provincie Groningen als ook de stad Groningen probeerden in de 17e en 18e eeuw een beter overzicht te krijgen van de exacte omvang van hun grondbezittingen, omdat dit de basis was voor de huuropbrengsten. Sinds 1632 werden namelijk de landerijen naar hun oppervlakte verhuurd.
In 1722 begon Folckers zijn tekenwerk voor de provincie Groningen met kaarten van landerijen die door achterstallige dijkgelden aan de provincie waren gekomen (Schroor, 1996, 12). In 1724 kreeg hij een grote opdracht van de stad Groningen om alle Stadsplaatsen in kaart te brengen. In dit verband vervaardigde hij 63 kaarten. Vanaf 1725 was hij ook aan het werk in opdracht van Thomas van Seeratt (1676-1736), de rentmeester der provincie vaste goederen. In 1726 kreeg Folckers een aanstelling als provinciaal ingenieur. Tot zijn vroege dood in 1730 tekende hij ongeveer 110 kaarten. Hij had daarmee een belangrijk aandeel in de totstandkoming van de Atlas der provincielanden en de Atlas der stadslanden van Groningen.